# Volcán submarino

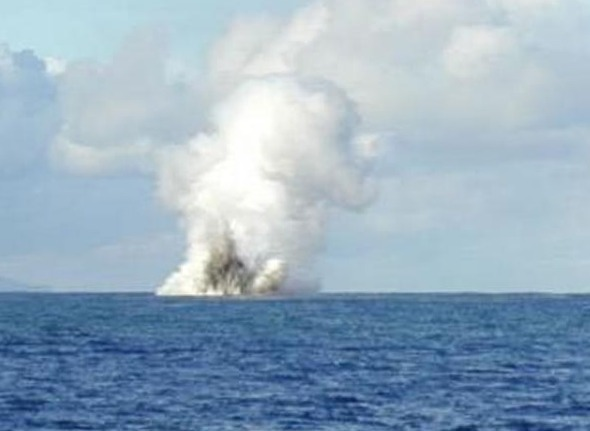
Erupción del Kavachi en mayo de 2014

Un volcán submarino es un fenómeno geológico producido por una erupción volcánica que tiene lugar en el fondo marino sin que dicha estructura alcance la superficie del mar. A pesar de que solo hace unas décadas que los científicos cuentan con las herramientas necesarias para estudiar el fondo marino y su topografía, se estima que solo los volcanes en las dorsales oceánicas representan el 75% de la producción de magma en la Tierra. Algunos investigadores calculan que podría haber hasta un millón de volcanes y valles, simas y cadenas montañosas. Además, muchos de esos volcanes se encuentran activos. Se sabe que solo 119 volcanes submarinos en los océanos y mares de la Tierra han entrado en erupción durante los últimos 11 700 años.
Dado que los volcanes submarinos entran en erupción en el agua y no en el aire, los mismos se comportan de forma muy diferente a los volcanes terrestres. Por ejemplo, es raro que los volcanes submarinos tengan erupciones explosivas. El peso del agua sobre ellos crea una presión muy alta, que suele dar lugar a lo que se conoce como flujos pasivos de lava a lo largo del fondo marino. La mayoría de las erupciones submarinas no alteran la superficie del océano.

## Formación

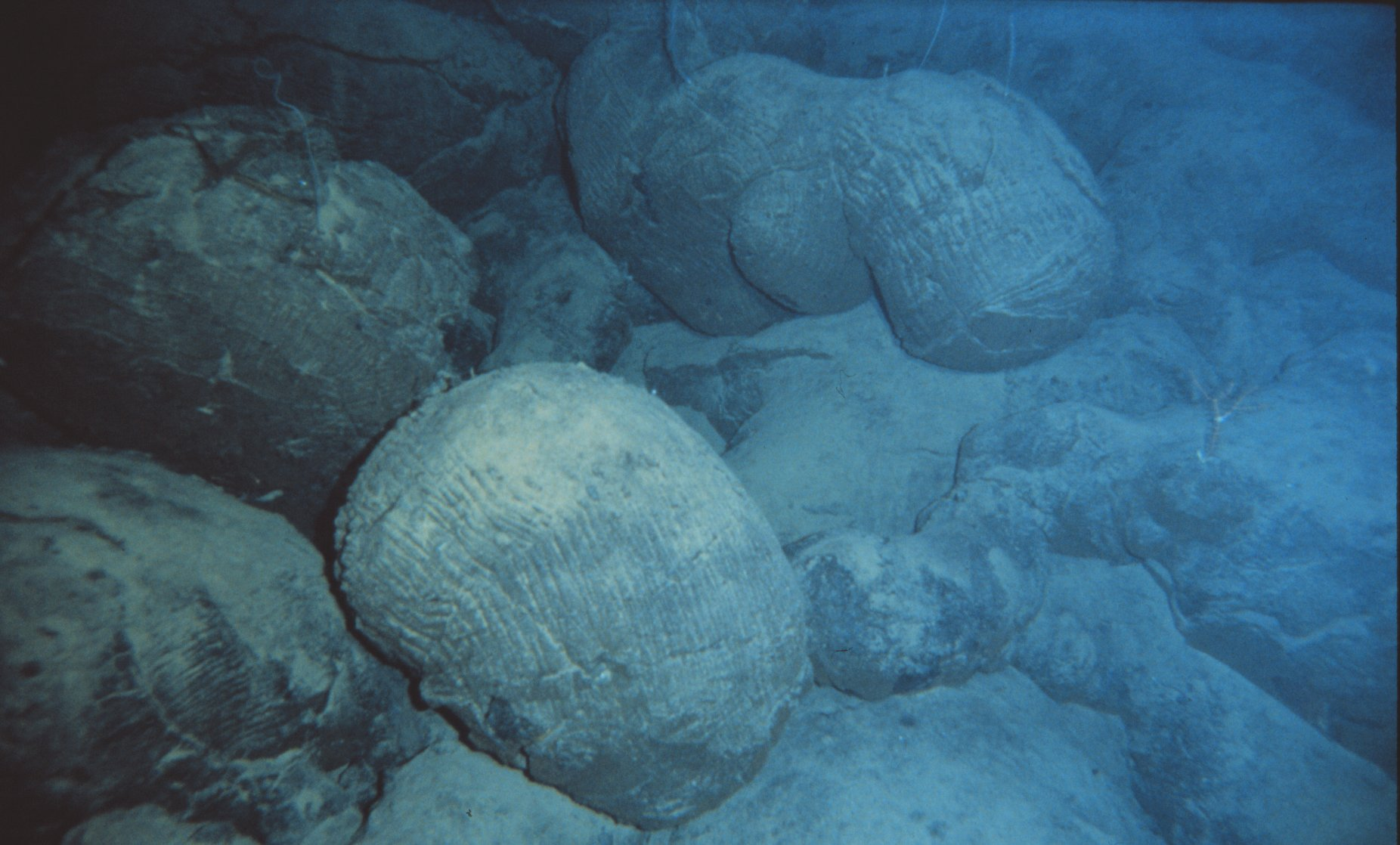
Lava acojinada, formada por un volcán submarino.

La mayoría nacen en zonas de alto movimiento tectónico de placas dorsales oceánicas por ejemplo, cuando las placas tectónicas se separan formando fisuras o fallas geológicas. También pueden nacer en medio de las placas, fenómeno conocido como vulcanismo intraplaca. Y también en zonas de subducción, que se producen al chocar dichas placas creando una fractura. Todas, son zonas de la corteza terrestre que han quedado debilitadas y por donde la roca fundida ascenderá y fluirá hasta llegar a la superficie. La lava expulsada creará una nueva zona en el fondo marino y con este fenómeno se cubrirá alrededor del 80% de la corteza del planeta. Aunque las erupciones no son visibles, las dorsales oceánicas son responsables de la formación de grandes sistemas volcánicos en la Tierra. Al no poder ver estos procesos, porque están fuera de nuestro alcance, nuestros conocimientos quedan limitados. La vulcanóloga Isobel Yeo, procedente del Instituto Helmotz de Investigación Oceánica GEOMAR en Kiel, Alemania, llevó a cabo un estudio del lecho marino donde obtuvo imágenes del fondo del mar. El estudio consistió en analizar cuánto sonido refleja de vuelta el flujo de lava, al ser alcanzado con un sonar.

## Aspectos cuantitativos

Mapa de distribución del vulcanismo en la Tierra, incluyendo el submarino (líneas rojas).

Los científicos de la NASA estiman que hay cerca de 1,5 millones de volcanes submarinos, mil veces más que los 1500 volcanes terrestres activos, cerca de 75.000 de estos volcanes se elevan un kilómetro por encima de la fondo oceánico. La gran mayoría de estos volcanes se localizan en zonas de actividad tectónica, conocidas como crestas oceánicas.
Aunque la mayoría de los volcanes submarinos se encuentran en las profundidades de los océanos, algunos también existen en aguas poco profundas y pueden arrojar material al aire al entrar en erupción.
Se estima que los volcanes submarinos producen alrededor del 75% de la cantidad total de magma producida cada año.
Las fuentes hidrotermales, donde la actividad biológica es importante, suelen formarse cerca de los volcanes submarinos.

## Características
Debido a la presión bajo la que se emite la lava y al contacto con el agua fría, presentan características particulares, especialmente los volcanes profundos. Cuanto mayor es la columna de agua, más se alteran las características de erupciones: 
- la mayor conductividad térmica del agua transformará el magma en vidrio mucho más rápidamente que durante una erupción terrestre. Además, la presión bajo el agua puede ser más de 250 veces la presión estándar. Esto reduce significativamente el burbujeo explosivo y la reacción entre el magma y el agua de mar. La reducción de la capacidad explosiva, combinada con la gran distancia entre hidrófonos, hace que los volcanes submarinos sean difíciles de detectar.
- La lava formada por los volcanes submarinos es diferente de la lava «terrestre». En contacto con el agua de mar, se forma una capa sólida alrededor de la lava. Estas dse denominan almohadas de lava.

## Identificación de tipos de erupciones mediante análisis de ondas sonoras

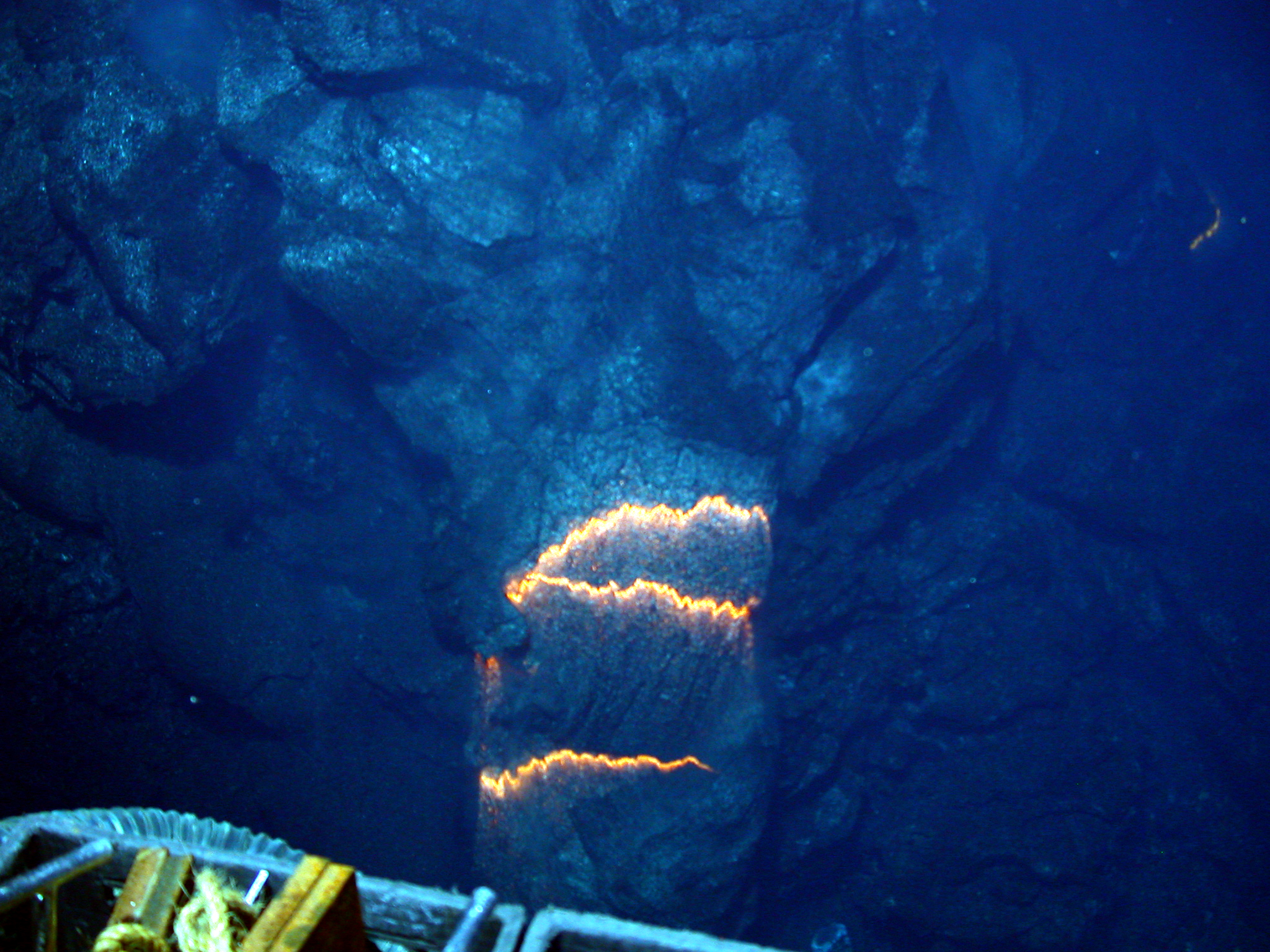
El volcán submarino más profundo jamás filmado, West Mata, mayo de 2009.

Hay dos tipos de ondas sonoras generadas por las erupciones submarinas: Unas creadas por la lenta liberación y estallido de grandes burbujas de lava, mientras que las explosiones rápidas de burbujas de gas crean las otras. Utilizar este método para poder distinguir los dos puede ayudar a medir los efectos relacionados sobre los animales marinos y los ecosistemas, también se puede estimar el volumen y la composición del flujo de lava e incorporarlo a un modelo para extrapolar los efectos potenciales.
Los científicos han relacionado los sonidos con las imágenes en ambos tipos de erupciones. En 2009, una cámara de vídeo y un hidrófono flotaron 1200 m por debajo del nivel del mar en el océano Pacífico, cerca de Samoa, observando y escuchando cómo el volcán West Mata Volcano entraba en erupción de diversas formas. La unión de vídeo y audio permitió a los investigadores conocer los sonidos producidos por el lento estallido de la lava y los diferentes ruidos producidos por cientos de burbujas de gas.

## Ecosistemas de las islas volcánicas
Formadas a partir de nada más que roca, las islas volcánicas tienen ecosistemas sorprendentemente vibrantes. Estos ecosistemas evolucionan a lo largo de millones de años, junto con la propia isla. La vida en las islas volcánicas comienza con los elementos básicos más elementales: las bacterias autótrofas.
Existen bacterias que pueden fabricar su alimento sólo con los elementos químicos y partes de los elementos que emiten los volcanes. Una vez que se ha establecido un ecosistema microscópico, se dispone de alimento suficiente para sustentar una vida mayor. Las especies de las formas terrestres cercanas también contribuyen al ecosistema en desarrollo. Las aves de paso pueden detenerse a anidar en la nueva isla, trayendo semillas y esporas del continente o de otras islas. La vida vegetal puede flotar por el océano hasta acabar en las costas de la isla.
Debido a que evolucionan en un entorno tan aislado, muchos organismos se consideran especies endémicas, como ninguna otra en el mundo. Los pinzones endémicos de las Galápagos, descritos por el naturalista Charles Darwin en el siglo XIX, son un famoso ejemplo de ello. Estas aves sólo se encuentran en las aisladas islas Galápagos. Las islas hawaianas, aún más aisladas, tienen más de 1.000 especies de plantas endémicas.

## Ejemplos

### Volcán Tagoro

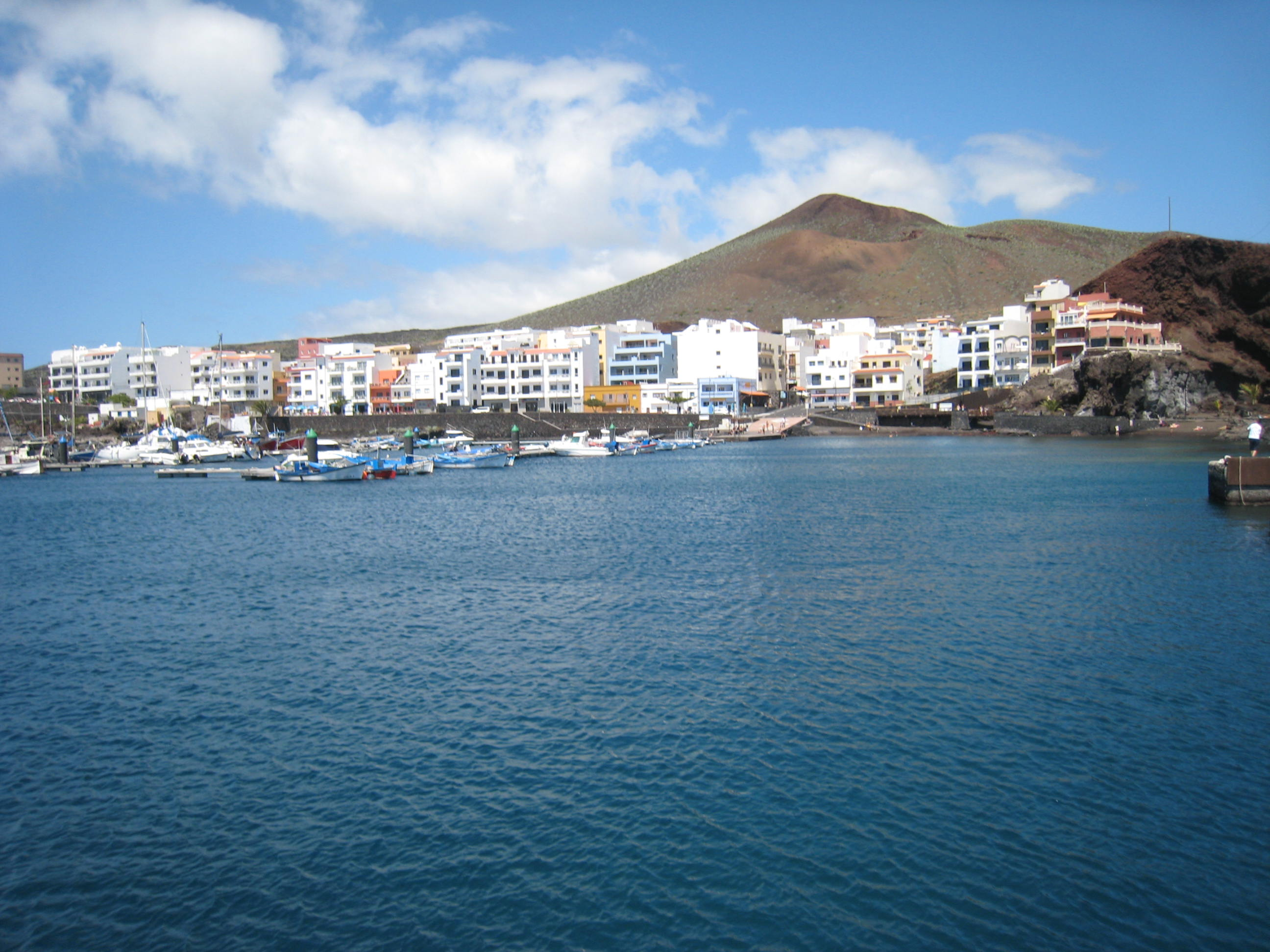
La Restinga de El Hierro en 2010.

Las erupciones de finales de 2011 dieron lugar al nacimiento de este volcán submarino de la isla de El Hierro (Islas Canarias). Su nombre oficial, Tagoro, significa recinto circular de piedras o lugar de reunión. La erupción potenció la actividad bacteriana. Los científicos descubrieron una nueva especie de bacteria, la Thiolava veneris (dentro de la clase Gammaproteobacteria). Es la primera bacteria asociada a la actividad del volcán.
Se obtuvieron, por primera vez, registros acústicos de la zona realizados por un equipo de científicos del Instituto Español de Oceanografía (IEO) y del Instituto Oceanográfico de Canarias, formando parte del proyecto Vulcana.
Una nota del IEO explica que en la actuación que llevan a cabo, se incluye la filmación y recogida de muestras de los cráteres principales del volcán Tagoro. Para ello se sirven del robot submarino ROV Liropus 2000. Con ayuda de este robot también recuperarán geófonos, hidrófonos, sensores de temperatura y una serie de instrumentos que fueron anclados en octubre de 2016 en el interior del cráter principal y que aportarán información de su actividad.

### Estudios en torno a El Hierro y Tagoro

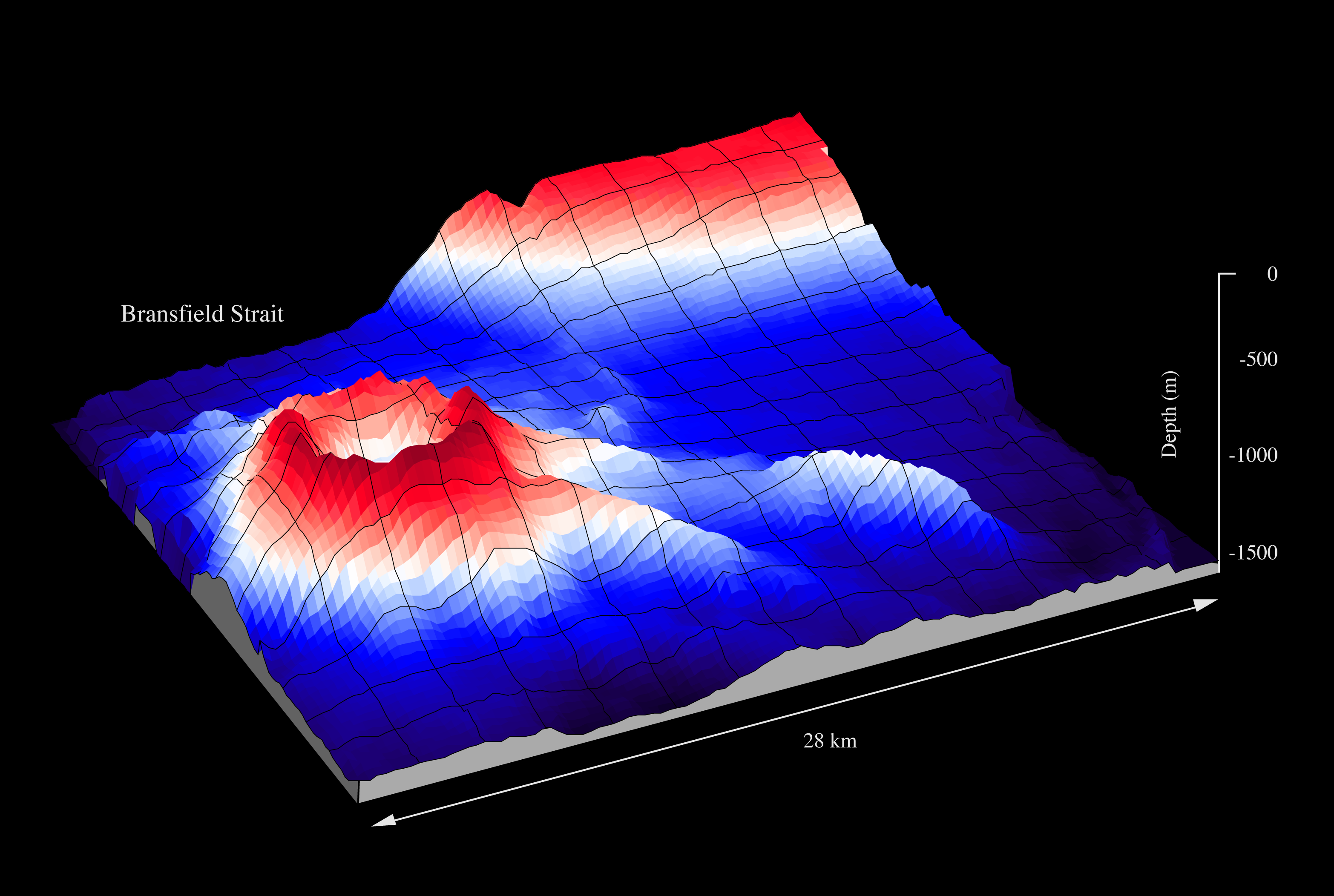
Volcán submarino en el estrecho de Bransfield, en la Antártida.

Algunos proyectos que se han desarrollado en aguas de El Hierro son Vulcano, Vulcana y Vulcano II. En octubre de 2011 se cartografía por primera vez con el buque Ramón Margalef y se hace un estudio físico-químico, biológico y geológico de este volcán submarino. Esta fue la primera de las tres campañas oceanográficas incluidas en el proyecto VULCANO.
Con el proyecto Vulcana (Vulcanología Canaria submarina) se realiza un estudio para evaluar cómo afecta al ecosistema del volcán Tagoro, la actividad volcánica submarina. Ver su evolución, recuperación y otras propiedades. Los resultados obtenidos podrán hacerse extensibles a otras zonas sensibles de actividad volcánica submarina.
Con Vulcano II, se estudian los aspectos físico-químicos, biológicos y geológicos del volcán Tagoro en su fase de desgasificació. Este proyecto intenta dar continuidad a los estudios realizados en el contexto del proyecto del Plan Nacional (VULCANO, CTM2012-36317).

### Desarrollo de un volcán submarino y su entorno en las Islas Marianas
En las islas Marianas del Pacífico, un equipo internacional de investigadores dirigido por la Universidad Estatal de Oregón pudo seguir el desarrollo de un volcán submarino, al que denominaron NW Rota-1. El volcán, situado a unos 520 m bajo la superficie del mar, fue descubierto en 2004 y observado con más detalle en 2006. El volcán parece estar en constante actividad y entretanto había construido un cráter de 40 metros de altura y 300 metros de ancho. Un micrófono subacuático había proporcionado pruebas de la constante actividad eruptiva.
Los científicos también investigaron la fauna presente en el volcán y descubrieron algunas especies nuevas. También se observó que, con el aumento de la actividad, los alrededores de la montaña parecían ser más atractivos para animales como cangrejos, gambas, caracoles y percebes. Estos animales se alimentan de bacterias que colonizan la chimenea volcánica. Están adaptados a condiciones de vida que tendrían un efecto tóxico en otros.
Una de las especies de camarones, desconocida hasta ahora, se convierte en depredador y carroñero cuando es adulto, alimentándose, entre otras cosas, de otras especies de camarones y de peces muertos por el volcán.

### Las fumarolas negras más profundas de la Fosa de las Caimán
Una expedición de investigación británica descubrió los fumarolas negras más profundas jamás hallados utilizando sumergibles robóticos teledirigidos. Se encuentran cerca de las islas Caimán en la fosa de las Caimán a una profundidad de 5000 metros.
La expedición con el buque RRS James Cook forma parte de un proyecto financiado por el UK Natural Environment Research Council británico, que comenzó el 21 de marzo de 2010 en la isla de Trinidad.